# Feldflieger-Abteilung 54
Feldflieger-Abteilung Nr. 54 – FFA 54 (Polowy oddział lotniczy nr 54) – jednostka obserwacyjna i rozpoznawcza lotnictwa niemieckiego Luftstreitkräfte z początkowego okresu I wojny światowej.

## Informacje ogólne
Jednostka została utworzona na początku I wojny światowej, w dniu 16 stycznia 1915 roku w Fliegerersatz Abteilung Nr. 3 i weszła w skład większej jednostki Batalionu Lotniczego nr 3. Jednostka uczestniczyła w walkach na froncie wschodnim. 
11 stycznia 1917 roku jednostka została przeformowana i zmieniona w Fliegerabteilung 24 - (FA 24).
W jednostce służył Eduard Wolfgang Zorer.